# 旋轉方塊

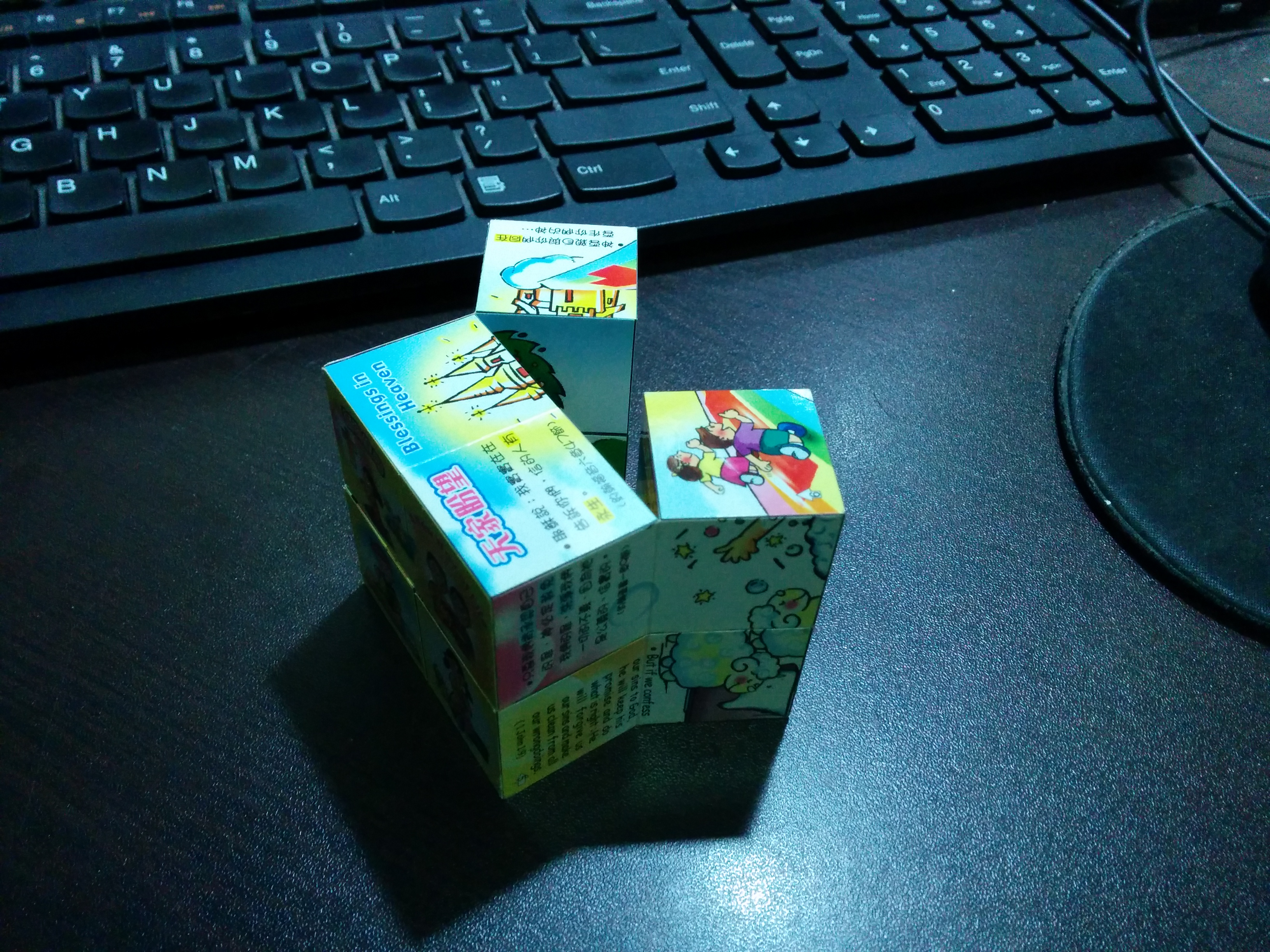
旋轉方塊

旋轉方塊（英語：Infinity Cube），又名無限魔方、翻轉方塊、旋轉盒子、開合骰，是一種具有數學原理的機械益智玩具，形狀酷似二階魔方。它可以從不同方向打開和拼合，因此造出視覺上之有趣效果。

## 製作

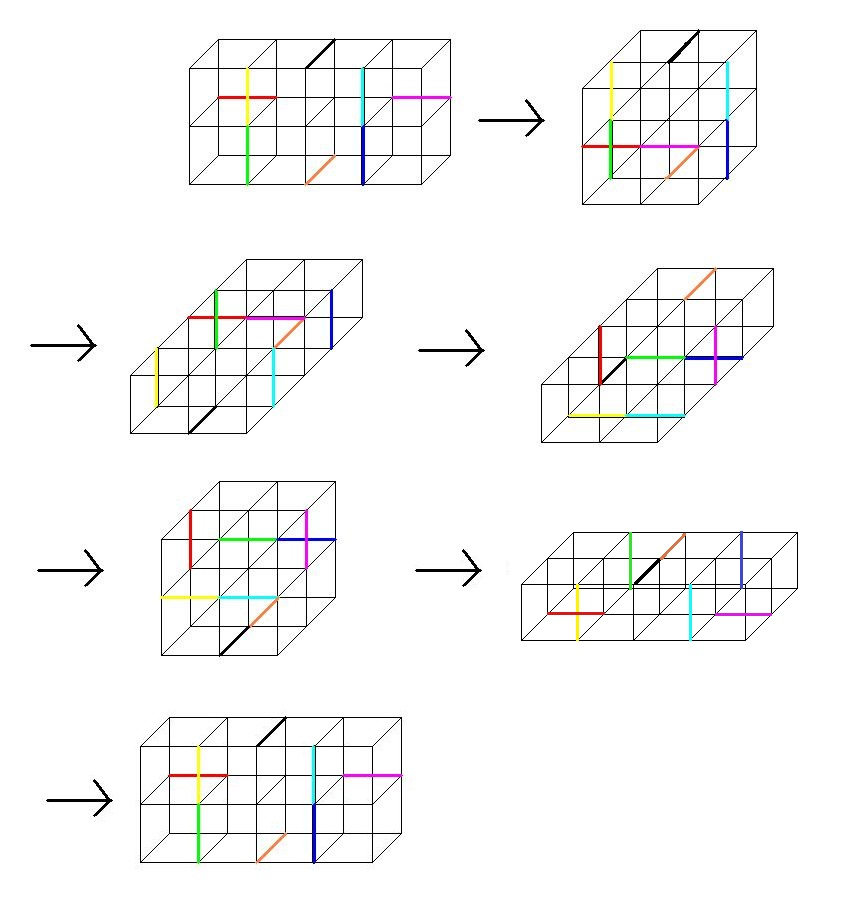
製作完成後之旋轉方塊玩法圖解，深彩色線段為貼合位置，淺黑色線段則不貼合。從旋轉方塊的6個循環狀態可以看到它的群表示與同構。

旋轉方塊原理簡單，以紙張作簡單剪貼手工即可製作完成。先製作出8個小正方體，再將小正方體按2乘2乘2方式排列，將當中8條線段以膠紙作出貼合即可。併合狀態時，共有24個小正方面暴露於外，有24個小正方面隱藏於內。

## 旋轉方塊的數學
跟魔方一樣，旋轉方塊的各種狀態能以數學上的群表示，但旋轉方塊的變化遠少於魔方，因此其表示群亦簡單得多。
魔方群共有{\displaystyle 43{,}252{,}003{,}274{,}489{,}856{,}000\,\!={\frac {12!}{2}}\cdot 2^{12-1}\cdot 8!\cdot 3^{8-1}}個元素，與下方此群同构，當中{\displaystyle A_{n}}為交錯群，{\displaystyle \mathbb {Z} _{n}}為循環群：
{\displaystyle (\mathbb {Z} _{3}^{7}\times \mathbb {Z} _{2}^{11})\rtimes \,((A_{8}\times A_{12})\rtimes \mathbb {Z} _{2}).}
用以表達旋轉方塊最大的群則只有{\displaystyle 6}個元素，與下方此群同构：
{\displaystyle \mathbb {Z} _{6}}